# هیروشی ایکهاتا
هیروشی ایکهاتا (انگلیسی: Hiroshi Ikehata؛ زادهٔ ۱ ژانویهٔ ۱۹۷۰) ورزشکار وزنه‌برداری اهل کشور ژاپن است.